# Norvège aux Jeux olympiques d'été de 1972
La Norvège participe aux Jeux olympiques d'été de 1972 à Munich. 112 athlètes norvégiens, 101 hommes et 11 femmes, ont participé à 70 compétitions dans 15 sports. Ils y ont obtenu quatre médailles : deux d'or, une d'argent et une de bronze.

## Médailles
| Médaille | Discipline    | Épreuve                                 | Athlète                                             | Performance | Date |
| -------- | ------------- | --------------------------------------- | --------------------------------------------------- | ----------- | ---- |
| Or       | Cyclisme      | Poursuite individuelle                  | Knut Knudsen                                        |             |      |
| Or       | Haltérophilie | 75-82,5 kg                              | Leif Jenssen                                        |             |      |
| Argent   | Aviron        | Deux de couple                          | Frank Hansen Svein Thøgersen                        |             |      |
| Bronze   | Canoë-kayak   | 1 000 mètres kayak quatre places hommes | Egil Söby Steinar Amundsen Tore Berger Jan Johansen |             |      |